# Acanthodelta russoi
Acanthodelta russoi är en fjärilsart som beskrevs av Embrik Strand 1918. Acanthodelta russoi ingår i släktet Acanthodelta och familjen nattflyn. Inga underarter finns listade i Catalogue of Life.